# Pattingham and Patshull
Pattingham and Patshull es una parroquia civil del distrito de South Staffordshire, en el condado de Staffordshire (Inglaterra).

## Geografía
Según la Oficina Nacional de Estadística británica, Pattingham and Patshull tiene una superficie de 17,59 km².

## Demografía
Según el censo de 2001, Pattingham and Patshull tenía 2229 habitantes (49,17% varones, 50,83% mujeres) y una densidad de población de 126,72 hab/km². El 19,69% eran menores de 16 años, el 73,53% tenían entre 16 y 74, y el 6,77% eran mayores de 74. La media de edad era de 41,63 años. Del total de habitantes con 16 o más años, el 19,61% estaban solteros, el 67,37% casados, y el 13,02% divorciados o viudos.
Según su grupo étnico, el 98,61% de los habitantes eran blancos, el 0,54% mestizos, el 0,58% asiáticos, el 0,13% negros, y el 0,13% chinos. La mayor parte (97,62%) eran originarios del Reino Unido. El resto de países europeos englobaban al 1,3% de la población, mientras que el 1,08% había nacido en cualquier otro lugar. El cristianismo era profesado por el 87,16%, el islam por el 0,22%, y el sijismo por el 0,49%. El 8,13% no eran religiosos y el 4% no marcaron ninguna opción en el censo.
Había 900 hogares con residentes y 18 vacíos.